# Катковский
Катковский — посёлок в Новосибирском районе Новосибирской области России. Входит в состав Кудряшовского сельсовета.

## География
Площадь посёлка — 32 гектаров.

## Население
| 2002 | 2007 | 2010 |
| ---- | ---- | ---- |
| 75   | ↗91  | ↗95  |

## Инфраструктура
В посёлке по данным на 2007 год отсутствует социальная инфраструктура.